# Real Santa Cruz
Maillots
Le Real América Santa Cruz est un club bolivien de football basé dans la ville de Santa Cruz de la Sierra, au centre du pays. 

## Histoire
Le club est fondé le 3 mai 1960 à Santa Cruz. Il fait partie des membres fondateurs du championnat national, participant à la première édition en 1977. Il enchaîne ensuite seize saisons au plus haut niveau, avant une première relégation à l'issue de la saison 1992. Il remporte son premier titre national la saison suivante, en 1993, en s'imposant en finale de la Copa Simón Bolívar, le championnat de deuxième division bolivienne, devant Estudiantes Frontanilla, ce qui lui assure un retour parmi l'élite. Son deuxième passage en D1 dure huit saisons : après un maintien obtenu à l'issue du barrage de promotion-relégation face au Club Aurora en 2000, la dernière place du classement régulier en 2001 le condamne à la descente en deuxième division. Cette même année, il parvient pourtant à atteindre la finale de la Copa Bolivia, s'inclinant face au Club Bolívar. Après deux saisons en deuxième division, le Real retrouve brièvement le plus haut niveau, lors de l'édition 2004. Son meilleur résultat en championnat à ce jour est une place de finaliste, obtenue lors de la saison 1985.
Le Real dispute la seule campagne continentale de son histoire en 1997, obtenant sa qualification pour la Copa CONMEBOL, après son succès lors du tournoi Ouverture lors du championnat 1996. Après avoir éliminé l'autre club bolivien engagé, The Strongest La Paz, los Albos s'inclinent face au tenant du titre et futur finaliste, l'équipe argentine du Club Atlético Lanús.
Plusieurs internationaux boliviens ont porté les couleurs du Real durant leur carrière, comme les gardiens Sergio Galarza (au début de sa carrière professionnelle entre 1997 et 1999) et Hugo Suárez, Álvaro Peña ou Miguel Rimba. Il a également accueilli plusieurs techniciens boliviens renommés sur son banc : Carlos Aragonés a dirigé l'équipe en 1991 pour sa première expérience en tant qu'entraîneur et une autre légende du football bolivien, Ramiro Blacut est passé par Santa Cruz en 1999.

## Palmarès
- Championnat de Bolivie :
  - Finaliste en 1985

- Copa Simón Bolívar :
  - Vainqueur en 1993
  - Finaliste en 2003

- Copa Bolivia :
  - Finaliste en 2001